# Матющенко, Владимир Иванович
Влади́мир Ива́нович Матющенко (1928—2005) — советский и российский историк, археолог, доктор исторических наук (1974), профессор Омского государственного университета им. Ф. М. Достоевского.
Основатель томской и омской школ археологии. Главный редактор журнала «Вестник Омского университета» (1996—2005). Область научных интересов — археология Западной Сибири от палеолита до эпохи средневековья и история археологической науки.

## Биография
Родился в крестьянской семье. Отец — Матющенко Иван Пименович, мать — Наталья Мартыновна.
Весной 1941 г. семья переехала в г. Комсомольск-на-Амуре, куда Иван Пименович завербовался на стройку. В годы Великой Отечественной войны Володе пришлось прервать учёбу и работать..
В 1948 г. окончил с серебряной медалью среднюю школу № 8 в Комсомольске-на-Амуре и без экзаменов поступил на историко-филологический факультет Томского университета. Заняться археологией всерьез молодого человека побудили лекции Константина Эдуардовича Гриневича и занятия в археологическом кружке под руководством Евгения Михайловича Пеняева. По окончании первого курса, летом 1949 г., В. И. Матющенко принял участие в своей первой археологической экспедиции на р. Чулыме в районе с. Минаевка Томской области, раскопки там были продолжены и на следующий год . В 1951 и 1952 гг. он принимал участие в экспедициях А. П. Окладникова, который дал молодому ученому рекомендацию на его первый Открытый лист.
С октября 1952 г., являясь студентом 5 курса, был зачислен на должность лаборанта Музея истории материальной культуры ТГУ. В 1953 г. он с отличием защитил диплом и стал заведующим Музеем истории материальной культуры Томского государственного университета (до 1962 г.). Ассистент (с 1962 г.), доцент (с 1965 г.), профессор (1975—1976) кафедры истории СССР досоветского периода ТГУ.
Самостоятельные полевые исследования начал в 1953 г. в Томской области близ д. Самусь, исследовав один из опорных ныне памятников эпохи неолита — Самусьский могильник. В течение нескольких лет в этом районе им была открыта серия памятников, принёсших исследователю мировую известность, в том числе знаменитое поселение бронзолитейщиков Самусь IV. На основе материалов этого комплекса была выделена самусьская археологическая культура.
В. И. Матющенко вел раскопки как в Томском Приобье, так и в бассейне Иртыша (Могочинская и Ачинская палеолитическая стоянки, могильники Рёлка, Нагорный Иштан, Воскресенская гора в Томске и др.).
С 1960 по 1982 гг. проводил раскопки археологического комплекса у д. Еловка Кожевниковского района Томской области и в 1966—1969 гг. — могильника у д. Ростовка неподалеку от Омска. Исследования этих памятников привели ученого к разработке этапов древней истории населения лесного и лесостепного Приобья эпохи неолита и бронзового века в рамках четырёх выделенных им культур: верхнеобской, самусьской, андроновской и еловско-ирменской. По результатам исследований была успешно защищена докторская диссертация (1974).
С 1968 г. активно участвует в создании и работе Проблемной научно-исследовательской лаборатории истории, археологии, этнографии Сибири, являясь заведующим сектором археологии и этнографии. По инициативе В. И. Матющенко в 1970-е гг. в Томске начинает работать Западносибирское археологическое совещание (ныне Западносибирская археолого-этнографическая конференция), которое вскоре приобрело статус всесоюзного.
За годы работы в ТГУ учёным создана томская археологическая школа, сформировался коллектив археологов, занимавшийся проблемами истории древней аборигенной культуры Западной Сибири. Учениками В. И. Матющенко считают себя такие известные сибирские археологи, доктора исторических наук, как Л. А. Чиндина, Л. М. Плетнёва, Н. М. Зиняков, М. В. Аникович, Ю. Ф. Кирюшин.
В августе 1976 г. переезжает в Омск, где становится заведующим кафедрой всеобщей истории, а затем и деканом (1977—1988) исторического факультета Омского государственного университета. С 1991 г. — зав. кафедрой первобытной истории, зав. сектором археологии Омского филиала Объединённого Института истории, филологии и философии СО РАН (1991—2005). В. И. Матющенко — один из немногих российских археологов, кто провел более 50 полевых сезонов, выезжая в археологические экспедиции практически ежегодно, начиная с 1953 г.
Благодаря его деятельности Омский университет начинает играть значимую роль в плане организации науки. В. И. Матющенко принадлежит идея регулярного проведения с 1987 г. Грязновских чтений, посвященных памяти его учителя, выдающегося российского археолога Михаила Петровича Грязнова. Традиция проведения этих чтений в ОмГУ была продолжена его учениками — И. В. Толпеко, Л. В. и С. Ф. Татауровыми и другими.
На территории Омской области проводил раскопки городища Мурлинское I (1962, 1983) и Мурлинского II курганного могильника у д. Новооболонь Горьковского района — одного из крупнейших памятников потчевашской культуры.
В 1986 г. В. И. Матющенко обнаружил в кургане у д. Сидоровка Нижнеомского района Омской области непотревоженное захоронение с богатым набором предметов скифо-сарматского времени: золотая гривна, серебряные фалары с изображением грифонов, золотые накладки на пояс со сценой борьбы животных и множество других находок, которые хранятся в Омском областном музее изобразительных искусств имени М. А. Врубеля.
Ещё одним выдающимся объектом исследования учёного в годы его жизни в Омске стал комплекс разновременных археологических памятников на Татарском увале близ д. Окунево Муромцевского района. С 1985 г. здесь были исследованы уникальные для Западной Сибири погребальные комплексы от эпохи раннего бронзового века до позднего Средневековья
Другое направление научных исследований В. И. Матющенко — история археологического исследования Сибири. В двухтомнике «300 лет истории сибирской археологии» (Омск, 2001) дан анализ деятельности российских археологов по изучению древней истории Сибири в контексте истории сибирской археологии.
В 1990-е гг. В. И. Матющенко начинает развивать новое направление в археологии — изучение археологических микрорайонов на примере Еловского, Окуневского, Самусьского и других. В Омске были проведены три конференции по изучению археологических микрорайонов.
Умер 26 октября 2005 года. Похоронен на Западном кладбище Омска.

## Вклад в науку
В. И. Матющенко занимался изучением археологических памятников эпохи неолита и бронзы Западной Сибири.
Самостоятельные полевые исследования начал в 1953 г.
Специалист в области древней истории Западной Сибири, область научных интересов — неолит и бронзовый век Сибири и история сибирской археологии.
Разрабатывал концепцию археологических микрорайонов на территории Западной Сибири.
Член диссертационных советов в Институте археологии и этнографии Сибирского отделения РАН (Новосибирск), Кемеровском государственном университете, Омском государственном техническом университете.
Член Русского географического общества с 1990 г. Автор более 270 научных статей и монографий.
Редактор «Известий Омского регионального отделения Русского географического общества».

## Основные работы
- 1. Древняя история Сибири: учеб. пос. — Омск: Омск. гос. ун-т, 1999. — 232 с.
- 2. Еловский археологический комплекс. — Омск: Изд-во ОмГУ, 2001. — Ч. 1: Курганный могильник Еловский I. — 63 с., ил.
- 3. Еловский археологический комплекс. — Омск: Изд-во ОмГУ, 2004. — Ч. 2: Еловский II могильник: доирменские комплексы. — 2004. — 467 с.: ил., табл.
- 4. Еловский археологический комплекс. — Омск: Изд-во ОмГУ, 2006. — Ч. 3: Еловский II могильник: комплексы Ирмени и ран. желез. века. — 119 с.: ил., табл., портр
- 5. 300 лет истории сибирской археологии: монография. — Омск: ОмГУ, 2009. — 549 с. : портр.
- 6. Комплекс археологических памятников на Татарском увале у деревни Окунево / В. И. Матющенко, А. В. Полеводов. — Новосибирск: Наука, 1994. — 222 с.: ил.
- 7. Могильник на Татарском увале у д. Окунево (Ом VII): Раскопки 1998, 1999 гг. — Омск : ОмГУ, 2003. — 65 с., ил.
- 8. Могильник Сидоровка в Омском Прииртышье / В. И. Матющенко, Л. В. Татаурова. — Новосибирск : Наука, 1997. — 197 с.: ил.
- 9. Могильник у д. Ростовка вблизи Омска / В. И. Матющенко, Г. В. Синицына. — Томск : Изд-во Том. гос. ун-та, 1988. — 135 с.: ил.
- 10. Неолит и бронзовый век в бассейне р(еки) Томи: автореф. дис. … канд. ист. наук /Ин-т археологии АН СССР. Ленингр. отд-ние. — Томск, 1960. — 15 с.
- 11. Нижнетарский археологический микрорайон / П. В. Большаник, А. В. Жук, В. И. Матющенко и др. — Новосибирск: Наука, 2001. — 255 с.
- 12. Тайна курганов Томской земли. — Томск : Кн. изд-во, 1960. — 47 с. : ил
- 13. Триста лет истории Сибирской археологии: в 2 ч. — Омск : ОмГУ, 2001.
- 14. Древняя история населения лесного и лесостепного Приобья (неолит и бронзовый век).
- Часть 1. Неолитическое время в лесном и лесостепном Приобье (Верхнеобская неолитическая культура) // Из истории Сибири. Вып. 9. Томск, 1973. 185 с.
- Часть 2. Самусьская культура // Из истории Сибири. Вып. 10. Томск, 1973. 226 с.
- Часть 3. Андроновская культура на Верхней Оби // Из истории Сибири. Вып. 11. Томск, 1973. 151 с.
- Часть 4. Еловско-ирменская культура // Из истории Сибири. Вып. 12. Томск, 1973. 195 с.

## Учёные звания и степени

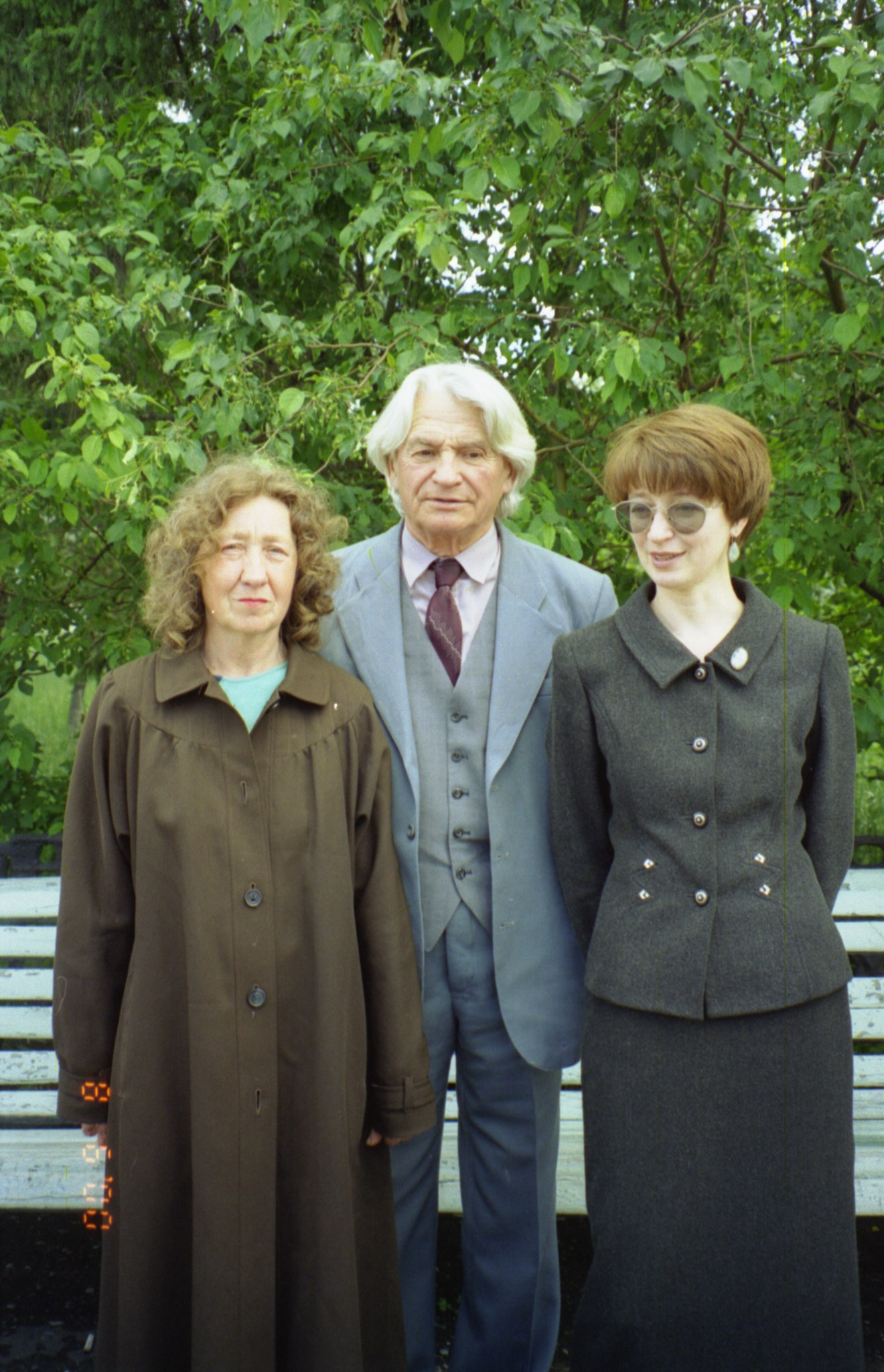
С женой и дочерью

- Кандидат исторических наук, тема диссертации «Неолит и бронзовый век в бассейне реки Томи» (1960).[9]
- Доктор исторических наук, тема диссертации «Древняя история населения лесного и лесостепного Приобья (неолит и бронзовый век)» (1974)[8].

## Награды
Лауреат премии Омского регионального отделения РГО им. М. В. Певцова,
орден Дружбы.

## Семья
Первая жена: Манадеева Рашида Шайхилисламовна;
Вторая жена: Александрова Лия Васильевна, сын Александр Владимирович (1957 г.р.);
Третья жена: Матющенко (Сыркина) Лидия Михайловна — дочь Шевченко (Матющенко) Ольга Владимировна (1967 г.р.), сын Матющенко Иван Владимирович (1972 г.р.)

## Ученики
И. Г. Глушков; Л. А. Чиндина, Л. М. Плетнёва, Н. М. Зиняков, М. В. Аникович, Ю. Ф. Кирюшин, Т. А. Горбунова; А. Я. Труфанов; С. С. Тихонов; И. В. Толпеко; Л. В. Татаурова; С. Ф. Татауров, К. Н. Тихомиров, О. С. Шерстобитова